# Guaimaca (ort)
Guaimaca är en ort i Honduras.   Den ligger i departementet Departamento de Francisco Morazán, i den centrala delen av landet, 70 km nordost om huvudstaden Tegucigalpa. Guaimaca ligger 884 meter över havet och antalet invånare är 12 899.
Terrängen runt Guaimaca är kuperad österut, men västerut är den platt. Runt Guaimaca är det ganska glesbefolkat, med 25 invånare per kvadratkilometer. Guaimaca är det största samhället i trakten. 